# 假面騎士×假面騎士 OOO & W feat. Skull Movie大戰 Core
《假面騎士×假面騎士 OOO and W Feat. Skull MOVIE大戰CORE》（日语：仮面ライダー×仮面ライダー オーズ&ダブル Feat.スカル MOVIE大戦CORE) 是日本特攝節目《假面騎士W》和《假面騎士OOO》的聯動劇場版，「MOVIE大戰系列」的第2部作品。日本地區於2010年12月18日上映。

## 本作特色
- 本作為《MOVIE大戰》系列的第2部作品。
- 本作繼《假面騎士×假面騎士 W & Decade MOVIE大戰2010》後第二次於劇場版出現身份為父親類型的假面騎士。
- 本作劇場版將講述假面騎士skull的誕生故事。
- 《假面騎士OOO》中即將登場的第二位騎士假面騎士Birth於本作中先行登場。
- 因《假面騎士OOO》的後期劇情設定大改，導致本部劇場版的OOO部分與OOO的TV本篇後期設定完全對不上，故本作的OOO部分已被東映官方認證是與OOO的TV本篇不同的黑歷史世界線。

## 用語
Memory記憶體
原文：メモリーメモリ
可以紀錄過去的記憶的蓋亞記憶體，除了吸收當時存在的記憶以外，還可以向周圍的人展示過去的記憶，在劇中由恐龍Yammy所持有。
黑色核心硬幣
原文：黒いコアメダル
蠍子、螃蟹、蝦，持有三種動物能力的核心硬幣，在映司將鎧武者怪人擊敗之後，核心硬幣為了找到宿主與Memory記憶體一同融合成為了假面騎士Core。

## 故事概要
利用過去的假面騎士們的記憶，邪惡的巨大能量體－假面騎士Core誕生了。為了阻止擁有可怕力量的Core，OOO和W一同前往地球的核心。兩位騎士和使出壓倒性力量的Core開始了一場激戰。他們穿越了地底的岩漿，朝著Core的力量之源前進。

## 登場人物

### 《假面騎士W - Skull給W的信息》
鳴海莊吉（なるみ そうきち） (吉川晃司 飾)
假面騎士Skull的變身者。
前鳴海偵探事務所所長，左翔太郎師父以及鳴海亞樹子的父親，從雪拉德/園咲文音身上獲得迷失驅動器和Skull Memory。
左 翔太郎（ひだり しょうたろう） (桐山漣 飾)
假面騎士W左半身的變身者。
現任鳴海偵探事務所偵探。
菲利普（フィリップ）/園咲來人（そのざき らいと) (菅田將暉 飾)
假面騎士W右半身的變身者。
左 翔太郎的搭擋。
照井龍（てるい りゅう） (木之本岭浩 飾)
 假面騎士Accel的變身者。
風都警察局的警官，與假面騎士Birth(後藤慎太郎)一同擊敗了恐龍Greed，故事結尾與鳴海亞樹子結婚。
鳴海亞樹子（なるみ あきこ） (山本光 飾)
鳴海莊吉的女兒，為鳴海偵探事務所的現任所長，在本作中被照井龍說有假面騎士過敏症，故事結尾與照井龍結婚。
刃野幹夫（じんの みきお） (灘儀武 飾)
風都警察局的警官。
真倉俊（まくら しゅん） (中川真吾 飾)
風都警察局的警官。
情報屋 (なすび 飾)
精通各種管道調查的人物，時常提供重要情報給翔太郎。
聖誕仔 (腹筋善之介 飾)
時常穿著聖誕老人裝走動的人，雖然提供的情報不多，但卻好幾次在翔太郎苦惱時送某些東西讓翔太郎解決煩惱。
Queen/女王 (板野友美 飾)
某高中的女學生，對於學校的情報及八卦消息十分靈通，和伊莉莎白為好友。
伊莉莎白 (河西智美 飾)
某高中的女學生，對於學校的情報及八卦消息十分靈通，和Queen為好友。
雪拉德/園咲文音 (幸田直子聲演)
菲利普/園咲來人的母親，給與了鳴海莊吉迷失驅動器和Skull Momory。
梅麗莎（メリッサ） (山本光 二飾)
鳴海莊吉的委托人。
松井 誠一郎/阿松（マツ）  (山本太郎 飾)
Spider Dopant的變身者，鳴海莊吉的搭擋。
小森 絵蓮（こもり えれん）  (嘉那蕾音 飾)
Bat Dopant的變身者，蓋亞記憶體商人。

### 《假面騎士OOO - 織田信長的慾望》
火野映司（ひの えいじ） (渡部秀飾)
假面騎士OOO的變身者。
不抱有任何夢想與追求，基本上和慾望沾不上邊的散漫青年，在上次捲入W跟Luna Dopant的戰鬥中，解救了W，在這次事件中與W再度合作擊敗了假面騎士CORE。
後藤慎太郎（ごとう しんたろう） (君嶋麻耶飾)
假面騎士Birth的變身者。
鴻上的忠實部下，與假面騎士Accel/照井龍一起聯手擊敗恐龍系Greed。
泉比奈（いずみ ひな） (高田里穂 飾)
被Ankh奪取身體的泉刑警之妹。
安酷（アンク） (三浦涼介 飾)
火野映司的搭檔，代幣的管理者。
本身為怪人的幹部之一。
白石千世子（しらいし ちよこ） （甲斐麻理惠 飾
多國料理店的店長，在參加里約嘉年華時，遇到了映司。
鴻上光生（こうがみ こうせい） （宇梶剛士 飾
鴻上基金會的會長。
里中惠理（さとなか エリカ） （有末麻祐子飾
鴻上的女秘書。
烏霸（ウヴァ）（山田悠介飾）
昆蟲系幹部。
卡佳里（カザリ）（橋本汰斗飾）
貓系幹部。
佳美爾（ガメル）（松本博之飾）
重力系幹部。
梅茲魯（メズール）（矢作穗香飾+尤加奈聲演）
水棲系幹部，唯一女性的Greeed。
明智 吉野  (水木彩也子 飾)
泉 比奈的前輩。
織田信長(大口兼悟飾)
信長企業的社長，假面騎士Birth的測試變身者和鎧武者怪人的變身者。
Giru（ギル）
恐龍系幹部。

### 《MOVIE大戰CORE》登場人物
假面騎士CORE（仮面ライダーCORE）(立木文彥聲)
由Memory記憶體得到所有騎士的記憶的意識以及織田信長身上殘餘的核心硬幣所誕生出來的假面騎士被W及OOO聯手擊敗。

## 本作登場假面騎士

### 假面騎士Skull
原設定上的第二位騎士，在劇場版出現過。
變身者為鳴海莊吉，必須裝備Lost Driver並插入Skull Memory才可變身。於本作劇場版中證實其Driver和Memory均是Shroud所給予。
變身者的身体能力能提升至极限，因此可以作出强力的打击。
可使用武器Skull Magnum，和Trigger Magnum極為類似但稍有不同，同樣將Skull Memory插入前方的Maximum Slot可發動Maximum Drive，必殺技是Skull Punisher，能連續射出強力光彈。
在鳴海莊吉死後，Lost Driver和Skull Memory的下落不明。
Lost Driver旁边还有一个和Double Driver一样的Maximum Slot，若插入Skull Memory发动Maximum Drive，便可使出必杀技Rider Kick，但此招的名称是默认，并非真正的名称，真正名称未明。
在劇場版《假面騎士W Forever A至Z/命運的Gaia Memory》再次出現，交付Lost Driver給翔太郎變身為假面騎士Joker。
在劇場版《假面騎士×假面騎士 OOO & W feat. Skull MOVIE大戰 Core》中，出現了鳴海莊吉首次變身時的姿態Skull Crystal，除了沒有戴上帽子、頭部變成半透明和沒了S字傷痕外沒有分別。
剧场版中鸣海庄吉首次变身，因为对于使用Memory而得到的力量的行为心存抗拒，故该姿态是Skull的未完全态，头部骨骼颜色成半透明，未能发挥最强的力量。后因细数自己的罪孽而对自己身为骑士的身份得到觉悟而成为完全态。
Skull 也有一部和RevolGarry相似的戰車 ,性能相同。

## 主題曲
「HEART∞BREAKER」
作詞 - 大黒摩季 / 作曲 - 吉川晃司 / 編曲 - 菅原弘明 / 歌 - DaiKichi 〜大吉〜

### 插曲
「Nobody's Perfect」
作詞 - 松井五郎 / 作曲 - 鳴海荘吉 / 編曲 - 菅原弘明 / 歌 - 鳴海荘吉
「Finally」
作詞 - 藤林聖子 / 作曲・編曲 - 中川幸太郎 / 歌 - メリッサ（C.V.山本ひかる）
「Got to keep it real」
作詞 - 藤林聖子 / 作曲・編曲 - 鳴瀬シュウヘイ / 歌 - 火野映司（C.V.渡部秀）